# Gode (Äthiopien)
Gode (Somali Godey, Ge'ez ጎዴ) ist eine Stadt in der Somali-Region Äthiopiens. Sie ist Hauptstadt der Gode-Zone und liegt im Gebiet der Somali vom Clan der Ogadeni-Darod am Fluss Shabelle.
Nach Angaben der Zentralen Statistikagentur Äthiopiens für 2005 hatte Gode 68.342 Einwohner. 1997 waren von 45.755 Bewohnern 95,6 % Somali und 2,7 % Amharen.

## Geschichte
In Gode war eine der größten Garnisonen Äthiopiens stationiert. Zur Zeit Haile Selassies wurde mit Unterstützung der USA ein moderner Luftwaffenstützpunkt errichtet, um die Reichweite der äthiopischen Luftwaffe auf Somalia auszudehnen. Das Nachbarland stellte für Äthiopien eine Bedrohung dar, da es die Somali-Gebiete in Äthiopien als Teil eines Groß-Somalia beanspruchte.
Unter dem kommunistischen Derg-Regime, das nach dem Sturz Haile Selassies 1974 bis 1991 regierte, wurden bei Gode eine 3000 Hektar große Baumwollfarm und ein Staudamm am Shabelle zur Bewässerung und Stromerzeugung errichtet.
Gegen Ende Juni 1977 beschoss die von Somalia geförderte Westsomalische Befreiungsfront WSLF, unterstützt von somalischen Soldaten, die Städte Gode, Degehabur, Dire Dawa, Kebridehar und Warder mit Mörsern und Raketen. Diese Offensive scheiterte jedoch, und allein bei Gode sollen bis zu 300 der Rebellen umgekommen sein. Nach Beginn des eigentlichen Ogadenkrieges nahmen die somalische Armee und die WSLF Gode Ende Juli 1977 ein, wobei die äthiopischen Truppen schwere Verluste erlitten.

### Hauptstadt der Somali-Region 1992–1995
Nach der Neuordnung der Verwaltungsgliederung Äthiopiens und damit der Gründung der Somali-Region 1991 wollten die Somali 1992 zunächst Dire Dawa zur Regionalhauptstadt machen. Das von der Ogaden National Liberation Front ONLF bzw. dem Ogadeni-Clan dominierte Regionalparlament erhielt jedoch von der EPRDF-Zentralregierung die Anweisung, eine andere Stadt zu wählen, denn auch die Oromia-Region beanspruchte Dire Dawa (das schließlich zur unabhängigen Stadt wurde). Die Ogadeni setzten daraufhin durch, dass Gode die Hauptstadt wurde, obschon es schlecht erreichbar und eher klein ist. Diese Entscheidung sorgte für Unmut bei den Nicht-Ogadeni-Clans. Die Ethiopian Somali Democratic League, eine Koalition von Nicht-Ogadeni, die 1995 mit Unterstützung der EPRDF die Wahlen gewann und die ONLF ablöste, machte als eine ihrer ersten Regierungshandlungen das weiter nördlich gelegene und besser erschlossene Jijiga zur neuen Hauptstadt. Manche Ogadeni möchten Gode wieder zur Regionshauptstadt machen.